# Wollaston (kráter)

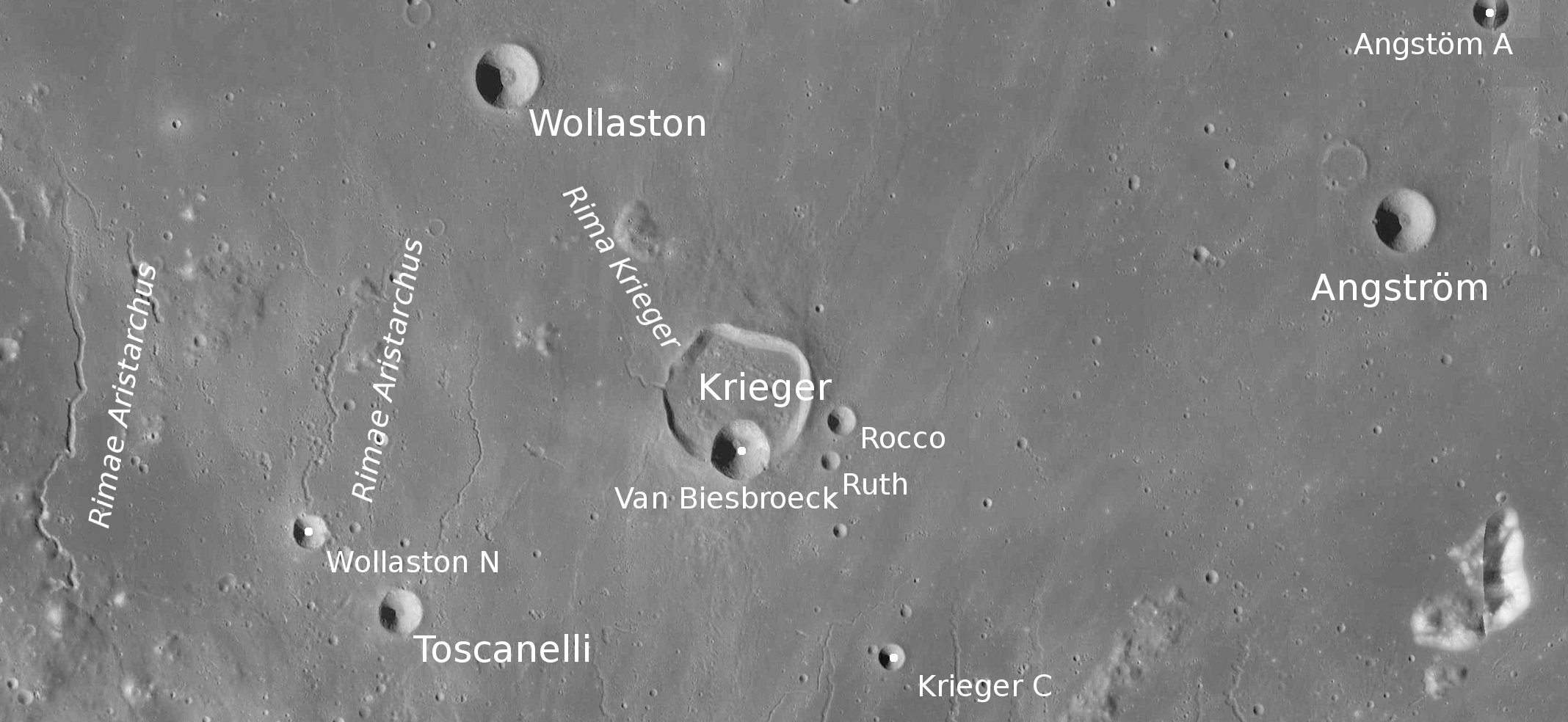
Poloha kráteru Wollaston.

Wollaston je nevelký impaktní kráter miskovitého tvaru nacházející se v Oceánu bouří (Oceanus Procellarum) na přivrácené straně Měsíce. Má průměr 10 km.
Jihozápadně se táhne soustava měsíčních brázd Rimae Aristarchus, jihovýchodně lze nalézt kráter Krieger a východo-jihovýchodně Ångström.

## Název
Pojmenován je podle anglického vědce činného v oboru medicíny, fyziky, chemie a astronomie Williama Hydea Wollastona, objevitele prvků palladium a rhodium.

## Satelitní krátery
V okolí kráteru se nachází několik dalších kráterů. Ty byly označeny podle zavedených zvyklostí jménem hlavního kráteru a velkým písmenem abecedy. Kráter Wollaston C byl přejmenován na Nielsen (není tedy v tabulce uveden).
| Wollaston | Sel. šířka | Sel. délka | Průměr |
| --------- | ---------- | ---------- | ------ |
| D         | 33.1° S    | 48.7° Z    | 5 km   |
| N         | 28.3° S    | 48.1° Z    | 6 km   |
| P         | 29.3° S    | 49.9° Z    | 5 km   |
| R         | 29.5° S    | 50.8° Z    | 6 km   |
| U         | 31.0° S    | 52.9° Z    | 3 km   |
| V         | 30.9° S    | 54.0° Z    | 4 km   |